# Іван Моліна
Іван Моліна (ісп. Iván Molina; нар. 16 червня 1946) — колишній колумбійський тенісист.
Найвищу одиночну позицію світового рейтингу — 40 місце досяг 5 квітня 1976 року.
Здобув 2 парні титули.
Перемагав на турнірах Великого шолома в змішаному парному розряді.

## Фінали турнірів Великого шолома

### Мікст: 2 (1–1)
| Результат | Рік  | Турнір                               | Покриття | Партнер             | Суперники                  | Рахунок  |
| --------- | ---- | ------------------------------------ | -------- | ------------------- | -------------------------- | -------- |
| Перемога  | 1974 | Відкритий чемпіонат Франції з тенісу | Ґрунт    | Мартіна Навратілова | Марсело Лара Росі Реєс     | 6–3, 6–3 |
| Поразка   | 1977 | Відкритий чемпіонат Франції          | Ґрунт    | Флоренца Міхай      | Мері Карілло Джон Макінрой | 6–7, 3–6 |

## Фінали турнірів ATP за кар'єру

### Одиночний розряд: 2 (2 поразки)
| Титули за покриттям |
| ------------------- |
| Тверде (0–0)        |
| Ґрунт (0–2)         |
| Трава (0–0)         |
| Килим (0–0)         |

| Результат | W-L | Дата     | Турнір                                    | Покриття | Суперник   | Рахунок            |
| --------- | --- | -------- | ----------------------------------------- | -------- | ---------- | ------------------ |
| Поразка   | 0–1 | Кві 1975 | Nice International Championships, Франція | Ґрунт    | Дік Крілі  | 6–7, 4–6, 3–6      |
| Поразка   | 0–2 | Жов 1975 | Aryamehr Cup, Іран                        | Ґрунт    | Едді Діббс | 6–1, 4–6, 5–7, 4–6 |

### Парний розряд: 11 (2–9)
| Фінали за покриттям |
| ------------------- |
| Тверде (0–3)        |
| Ґрунт (2–6)         |
| Трава (0–0)         |
| Килим (0–0)         |

| Результат | W-L | Дата     | Турнір                                    | Покриття | Партнер               | Суперники                       | Рахунок            |
| --------- | --- | -------- | ----------------------------------------- | -------- | --------------------- | ------------------------------- | ------------------ |
| Поразка   | 0–1 | Лис 1972 | ATP Buenos Aires, Аргентина               | Ґрунт    | Беррі Філліпс-Мур     | Хайме Фійоль Хайме Пінто Браво  | 6–2, 6–7, 2–6      |
| Перемога  | 1–1 | Лип 1973 | Dutch Open, Нідерланди                    | Ґрунт    | Аллан Стоун           | Андрес Хімено Антоніо Муньйос   | 4–6, 7–6, 6–4      |
| Поразка   | 1–2 | Лис 1973 | ATP Buenos Aires, Аргентина               | Ґрунт    | Патрісіо Корнехо      | Рікардо Кано Гільєрмо Вілас     | 6–7, 3–6           |
| Поразка   | 1–3 | Лют 1974 | ATP Birmingham, США                       | Тверде   | Ніколас Калогеропулос | Ян Флетчер Сенді Меєр           | 6–4, 6–7, 1–6      |
| Поразка   | 1–4 | Бер 1974 | Калгарі, Канада                           | Закритий | Хайро Веласко стар.   | Юрген Фассбендер Карл Майлер    | 4–6, 4–6           |
| Поразка   | 1–5 | Бер 1974 | Salt Lake City Open, США                  | Закритий | Хайро Веласко стар.   | Джиммі Коннорс Вітас Ґерулайтіс | 6–2, 6–7, 5–7      |
| Перемога  | 2–5 | Лип 1974 | Austrian Open Kitzbühel, Австрія          | Ґрунт    | Хайро Веласко стар.   | Франтішек Пала Балаж Тароці     | 2–6, 7–6, 6–4, 6–4 |
| Поразка   | 2–6 | Кві 1975 | Ніцца International Championships,Франція | Ґрунт    | Хайро Веласко стар.   | Марсело Лара Хоакін Лойо Майо   | 6–7, 7–6, 6–8      |
| Поразка   | 2–7 | Кві 1977 | ATP Florence, Італія                      | Ґрунт    | Хайро Веласко стар.   | Кріс Льюїс Расселл Сімпсон      | 6–2, 6–7, 2–6      |
| Поразка   | 2–8 | Жов 1979 | ATP Bordeaux, Франція                     | Ґрунт    | Бернар Фріц           | Патріс Домінгес Дені Неглен     | 4–6, 4–6           |
| Поразка   | 2–9 | Лис 1979 | Quito Open, Еквадор                       | Ґрунт    | Хайро Веласко стар.   | Хайме Фійоль Альваро Фільйоль   | 7–6, 3–6, 1–6      |

## Досягнення
| W | Ф | ПФ | ЧФ | #Р | КТ | К# | P# | DNQ | A | Z# | PO | G | S | B | NMS | NTI | P | NH |

### Одиночний розряд
| Турнір                                 | 1970 | 1971 | 1972 | 1973 | 1974 | 1975 | 1976 | 1977 | 1978 | 1979 | 1980 | В-П  |
| -------------------------------------- | ---- | ---- | ---- | ---- | ---- | ---- | ---- | ---- | ---- | ---- | ---- | ---- |
| Турніри Великого шлему                 |      |      |      |      |      |      |      |      |      |      |      |      |
| Відкритий чемпіонат Австралії з тенісу |      |      |      |      |      |      |      |      |      |      |      | 0–0  |
| Відкритий чемпіонат Франції з тенісу   |      | 1р   | P1   | 1р   | 1р   | 1р   | 1р   | 1р   | 2р   | 1р   | 1р   | 1–9  |
| Вімблдонський турнір                   |      |      | 2р   | 2р   | 1р   | 1р   | 1р   |      |      |      |      | 2–5  |
| Відкритий чемпіонат США з тенісу       |      |      | 1р   | 1р   | 1р   | 2р   | 1р   | 2р   |      | 1р   |      | 2–7  |
| В-П                                    | 0–0  | 0–1  | 1–2  | 1–3  | 0–3  | 1–3  | 0–3  | 2–2  | 0–1  | 0–2  | 0–1  | 5–21 |
| Рейтинг на кінець року                 | -    | -    | 54   | 94   | 54   | 91   | 95   | 101  | 100  | -    | -    |      |

### Парний розряд
| Турнір                                 | 1970 | 1971 | 1972 | 1973 | 1974 | 1975 | 1976 | 1977 | 1978 | 1979 | 1980 | 1981 | 1982 | В-П   |
| -------------------------------------- | ---- | ---- | ---- | ---- | ---- | ---- | ---- | ---- | ---- | ---- | ---- | ---- | ---- | ----- |
| Турніри Великого шлему                 |      |      |      |      |      |      |      |      |      |      |      |      |      |       |
| Відкритий чемпіонат Австралії з тенісу |      |      |      |      |      |      |      |      |      |      |      |      |      | 0–0   |
| Відкритий чемпіонат Франції з тенісу   |      | 3р   |      | 3р   | 2р   | 3р   | 2р   | 1р   | 1р   |      | 1р   |      | 2р   | 9–9   |
| Вімблдонський турнір                   |      |      | 2р   | 1р   | 2р   | 1р   | 1р   |      |      |      |      |      |      | 2–5   |
| Відкритий чемпіонат США з тенісу       |      |      | 2р   |      |      |      |      |      |      |      |      |      |      | 1–1   |
| В-П                                    | 0–0  | 2–1  | 2–2  | 2–2  | 2–2  | 2–2  | 1–2  | 0–1  | 0–1  | 0–0  | 0–1  | 0–0  | 1–1  | 12–15 |

### Мікст
| Турнір                                 | 1970 | 1971 | 1972 | 1973 | 1974 | 1975 | 1976 | 1977 | 1978 | 1979 | 1980 | В-П   |
| -------------------------------------- | ---- | ---- | ---- | ---- | ---- | ---- | ---- | ---- | ---- | ---- | ---- | ----- |
| Турніри Великого шлему                 |      |      |      |      |      |      |      |      |      |      |      |       |
| Відкритий чемпіонат Австралії з тенісу |      |      |      |      |      |      |      |      |      |      |      | 0–0   |
| Відкритий чемпіонат Франції з тенісу   |      | 2р   |      |      | П    | ЧФ   | ЧФ   | Ф    | 2р   |      |      | 19–5  |
| Вімблдонський турнір                   |      | 1р   | ЧФ   | 2р   |      | 1р   | 1р   |      |      |      |      | 4–5   |
| Відкритий чемпіонат США з тенісу       |      |      | 3р   |      |      |      |      |      |      |      |      | 2–1   |
| В-П                                    | 0–0  | 1–2  | 5–2  | 1–1  | 6–0  | 3–2  | 3–2  | 5–1  | 1–1  | 0–0  | 0–0  | 25–11 |